# 科摩罗民主行动
科摩罗民主行动(法語：Opération Démocratie aux Comores)，又称入侵昂儒昂，是2008年由科摩罗联盟政府领导的对昂儒昂岛的两栖攻击。该行动得到了非洲联盟内苏丹、坦桑尼亚、塞内加尔的部队支持，以及利比亚、法国的后勤支援。行动目标是推翻由穆罕默德·巴卡尔领导的昂儒昂自治政府。
入侵在2008年3月25日凌晨开始。联军迅速占领了主要城镇，并于当天宣布控制了该岛。穆罕默德·巴卡尔于次日设法逃到马约特岛并申请政治庇护。

## 背景

### 分离主义危机
自1975年脱离法国独立以来，科摩罗政局长期动荡不安，经历了20多次政变或未遂政变。昂儒昂岛是科摩罗的三个岛屿之一。在1997年，昂儒昂岛发生了了分离主义危机，当时一些居民强烈要求该岛独立，甚至加入法国。
2001年，各方签署了《丰博尼协议》，赋予该国各个岛屿自治地位，以解决这场分离危机。同时在非洲统一组织的支持下，通过了新宪法，新政府被称为“科摩罗联盟”。2002年，穆罕默德·巴卡尔赢得了昂儒昂岛的地方选举，成为了该岛的领导人，并用铁腕统治该岛。巴卡尔被指控在统治期间有着多项虐待和侵犯人权的行为，这将导致许多当地人逃往附近属于法国领土的马约特岛。2007年时，昂儒昂岛上约有67万居民。

### 2007年选举
根据宪法，昂儒昂岛领导人每届的任期为5年，巴卡尔将于2007年4月14日任期届满。2007年5月，巴卡尔的警察部队讓当地少数的政府军士兵繳械投降，并控制了整座岛屿。5月3日，有两名政府军士兵在试图逃离昂儒昂岛时被打死。来自昂儒昂岛的科摩罗总统桑比的住宅也被当地警察洗劫一空。由于涉嫌违规和恐吓，科摩罗联盟政府推迟了在昂儒昂岛的选举。但巴卡尔仍然印制了选票并在6月举行了选举，声称以90%的压倒性优势获胜。
在2007年10月，非洲联盟对巴卡尔和其他昂儒昂政府官员实施制裁，并冻结他们的海外资产，同时要求举行新选举。此外，还对该岛实施海上封锁。2008年2月，科摩罗政府表示，旨在将巴卡尔赶下台的非盟制裁未能奏效，决定采取军事解决方案。

## 行动准备

### 部队集结

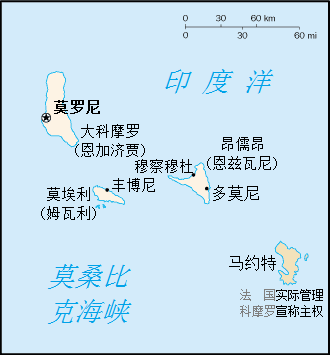
科摩罗三座主岛的相对位置，大科摩罗岛、莫埃利岛、昂儒昂岛。

2008年3月，科摩罗联盟政府正在莫埃利岛上集结数百名人员和装备。和大科摩罗岛相比，该岛距离昂儒昂岛更近。苏丹和塞内加尔提供了750名士兵，利比亚则为这次行动提供后勤支持。此外，500名坦桑尼亚士兵也将在后不久抵达。法国向非盟军队提供空运服务。
一些分析人士认为，在经历了苏丹和索马里的维和行动失败后，非洲联盟希望轻松战胜昂儒昂的巴卡尔政府，以提高其国际声望。昂儒昂承诺将在当年5月举行新的选举，南非总统姆贝基认为新选举可能解决危机，请求非盟避免采取军事行动，但后者拒绝了。

### 前期事件
2008年3月3日，一艘为科摩罗军队提供燃料的船只在首都莫洛尼的港口起火，起火原因不明。3月11日，群岛上发生了武装入侵事件，三名忠于巴卡尔的昂儒昂民兵被捕并被带到莫埃利岛接受审讯。 外交谈判在南非总统姆贝基的干预下重启，这令科摩罗政府非常不满。
尽管外交谈判还在进行中，3月14日，一艘载有政府军士兵的渔船离开莫埃利岛前往昂儒昂岛。双方发表了相互矛盾的声明。一方面，科摩罗政府和非盟声称，政府军士兵登陆了昂儒昂岛并进行了行动，随后撤回了莫埃利岛，并于两天后返回营救两名受伤士兵。消息人士表示，这次行动的目标是多莫尼(Domoni)警察局，以释放政治犯。另一方面，昂儒昂政府宣称两名士兵中的一名被杀，警察局没有被占领，并指出政府军部队在入侵多莫尼的早期阶段就遭到昂儒昂部队的伏击，被迫撤退。
3月14日-16日，法国向大科摩罗岛运送了约300名的坦桑尼亚士兵和30吨货物。根据一名法国外交官的说法，法国也准备好运送塞内加尔部队，但尚未这样做。他表示，法国仍然支持通过对话解决危机，条件是昂儒昂政府接受非盟军队在该岛机场和港口的存在。
3月19日，一架从马约特岛起飞的法国直升机紧急在昂儒昂岛附近坠海，该直升机属于马约特的边防警察。科摩罗官员的报告称，事故中没有人受伤。因而法国在这场危机中的作用受到一些科摩罗人士的质疑，他们认为这架直升机是来接走巴卡尔流亡的。

## 登陆行动

### 3月24日
2008年3月24日，约1500名非盟士兵乘坐5艘运输船，从莫埃利岛丰博尼港启航。巴卡尔和他的部队发誓要战斗到最后一人，一名昂儒昂中尉宣布：“我们将战斗至死。”
直升机在昂儒昂的穆察穆杜(Mutsamudu)投下亲科摩罗政府的传单，呼吁民众待在家里，军事袭击迫在眉睫。在电话线被切断之前，一位昂儒昂政府发言人说：“他们决定杀人，但我们并不害怕。我们准备十足。我们的部队已经准备好，他们会发挥作用！”

### 3月25日
3约25日黎明时分，大约450名士兵在昂儒昂岛的北部海岸登陆。当地时间上午5点左右，机场和总统府附近的瓦尼镇(Ouani)听到了第一声枪声。非盟和科摩罗联军迅速向瓦尼镇推进，以确保机场安全。据BBC报道称，清晨时岛上的首府(穆察穆杜)、机场、港口和第二大城市(瓦尼镇)就都已被占领，士兵们被当地居民看作解放者，受到了热烈欢迎。中午时分，总统府被发现已经空无一人。不过也有记者指出，联军部队在昂儒昂部队的自动火力下奋力前进，下午时，猛烈的炮火声继续震撼着瓦尼镇。据报道，科摩罗军队正在寻找巴卡尔的藏身之处。据科摩罗政府发言人未经证实的描述：
巴卡尔上校在萨丹波尼村被发现，他正乘坐小舟逃往马约特岛的方向。据各种消息来源，他似乎装扮成一个女人。 
占领机场后，联军部队分成两部：一部前往控制岛的西南部，清除剩下的抵抗；另一部前往控制岛的东南部，占领Mbambao Mtsanga港口和多莫尼镇。

### 3月26日
第二天，联军在全岛仍然遭遇抵抗，岛上仍然可以听到零星的枪声。救护车将受伤的昂儒昂士兵运送到岛上的医院。科摩罗军方官员说，三名叛军在冲突中丧生，另有十人受伤。此外联军俘虏了100多人，其中大多数是昂儒昂宪兵队成员或巴卡尔在自治政府的亲信。

## 结果
巴卡尔设法乘船逃到了马约特岛，于3月26日向法国申请政治庇护。科摩罗领导人要求将巴卡尔引渡回国，当地甚至发生反法示威。3月27日，巴卡尔和另外23人被转移到法国留尼汪岛。
同年4月18日，巴卡尔和他的21名亲信成员被暂停拘留，并被软禁在留尼旺军事空军基地。5月15日，法国难民和无国籍人保护办公室拒绝了巴卡尔的庇护申请。7月19日，巴卡尔被驱逐出境，和一些同伴一起被流放到贝宁。
同年6月15日和29日，昂儒昂总统选举恢复举行。Moussa Toybou（52.42% 的选票）在第二轮选举中击败Mohamed Djaanfari（47.58% 的选票），赢得选举。